# Rondel (pravěká stavba)

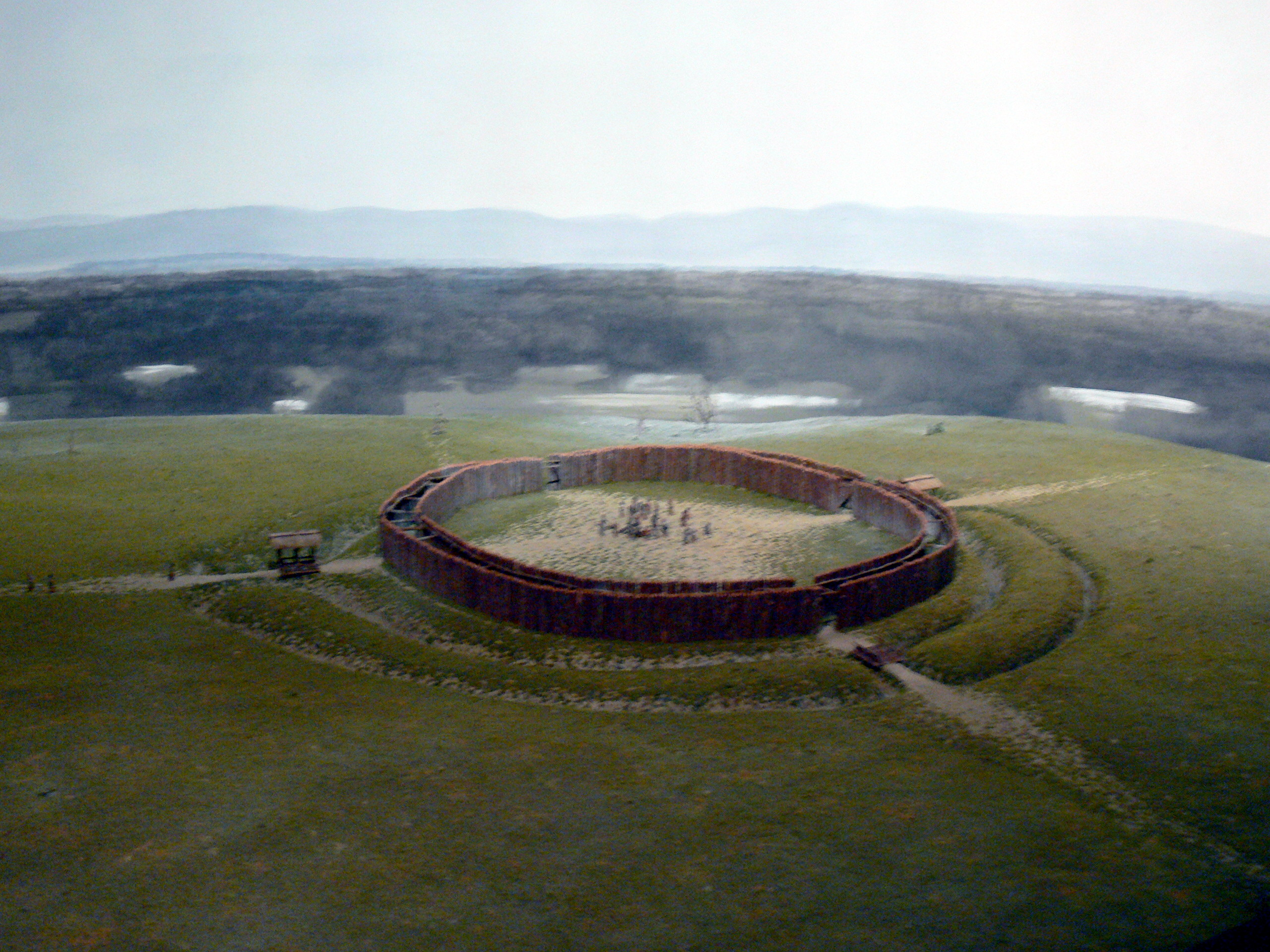
Rekonstrukce rondelu z období pravěku v Künzing-Unternberg

Rondel je monumentální stavba kruhového či eliptického půdorysu. Pravěcí lidé je začali stavět v období neolitu, zhruba 5000 let př. Kr. Vyskytují se zejména ve střední Evropě. Z Podunají se rozšířily na západ na Moravu, do Čech, Rakouska, Bavorska a Porýní. S rozvojem letecké archeologie se nacházely další areály. Dnes je těchto objektů v Evropě známo kolem 150 a stále jsou objevovány další.

## Architektura rondelů
Rondely jsou kruhové areály o průměru od 30 do 210 metrů (nejčastěji mezi 55 a 97 metry), které se regionálně liší, ale většinou jsou obehnané příkopem (obvykle jedním až třemi) a často jednou nebo více kůlovými palisádami. Příkopy okolo vnitřního areálu bývaly přerušeny vchody, obvykle čtyřmi; nacházejí se však i rondely se dvěma, třemi či pěti vchody..Vnitřní prostor nebyl obýván, ale nachází se zde jámy (možná obětní), pozůstatky pecí a ohnišť. Rondely se často vyskytují na vyšších místech sídliště s dobrým rozhledem.

## Funkce rondelů
Vědci vedou spory o jejich funkci. Jejich názory by se daly rozdělit do skupin:
- Místa kultu → Nábožensko-rituální
- Opevnění → Vojenský
- Místo setkání a obchodu (tj. výměny) → Společenský
- Místo společné práce, která sceluje společnost → Sociální
- Místo pro provozování her[2]
- Místo sloužící pro provozovaní proto-divadelních forem – rituálů v kontextu obřadů[3]
- Kalendárium[4]

Nejčastěji se vyskytuje názor, že rondely měly více funkcí, například že se jedná původně o rituální stavby (nejstarší stavby tohoto typu v dějinách lidstva), které měly i funkci shromaždišť a v případě potřeby se daly bránit. Novější zjištění naznačují též jejich astronomické využití.

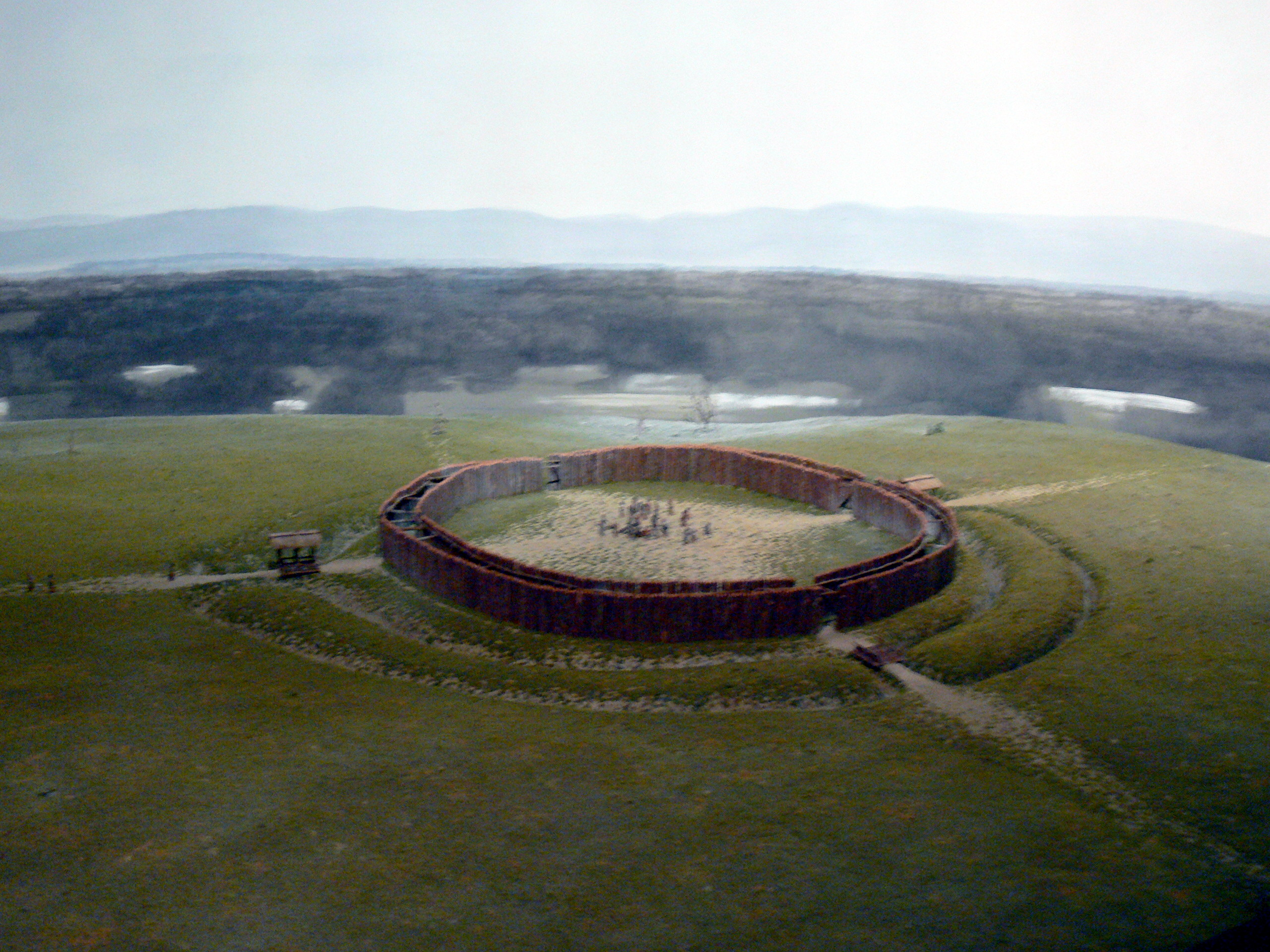
Rekonstrukce rondelu z období neolitu v Künzing-Unternberg

Astronomické souvztažnosti rondelů zkoumá archeoastronomie. Rondely bývají zpravidla orientovány na světové strany. Neolitičtí stavitelé ovšem měli k dispozici jako severku pouze malou hvězdu Eldsich v souhvězdí Draka, protože před 7000 lety vzhledem k posunům zemské osy nebyla Polárka uprostřed oblohy. Badatelé se zaměřili především na azimuty Slunce, dané středy vchodů. Objeveny byly ale i nové pohledy na orientaci vzhledem ke Slunci na obzoru s přírodním, či umělým vizírem ve významnou dobu slunovratů a rovnodenností.
Z centra rondelů všech druhů lze pozorovat a určovat i měsíční fáze. To znamená možnost vytvořit lunární kalendář a určit kratší sedmidenní časové intervaly. Díky své konstrukci mohly rondely sloužit jako univerzální kalendária, což umožňovalo pozorování Slunce mezi slunovraty při jeho polohách na obzoru, dalo se tak například i určit zatmění Slunce a zatmění Měsíce. Tato pozorování měla význam především pro zemědělství, případně pro potřeby kultu.

## Sémantický význam
Rondel může být historickým příkladem symbolu kruhu. Znak kruhu se dá interpretovat jako symbol cykličnosti času a koloběhu života i přírody. Kruh může být považován za antropologický prazáklad symbolů našeho lidstva. Může však jít pouze o praktický význam, kdy kruh představuje tvar s minimálním obvodem (zde palisády) vůči ohraničené ploše.

## Lokality s rondely v Česku a na Slovensku
Nejstarší rondely v Evropě jsou spojovány s kulturou s lineární keramikou. Na území Česka a Slovenska se rondely vyskytují v období kultury s vypíchanou keramikou (4900–4200 př. n. l.) a kultury s moravskou malovanou keramikou.

### Česko
- Těšetice-Kyjovice, poloha Sutny
- Krpy
- Mohelno,[5] 3 rondely v okruhu 1 km[6]
- Bylany
- Vedrovice
- Vochov
- Ústí nad Labem, Mírové náměstí (nález ze srpna 2006)
- Kolín[7]
- Vysočany[8]
- Praha – Krč, Ruzyně, Vinoř[9][10]

### Slovensko
- Svodín
- Kľačany
- Veľký Cetín
- Golianovo
- Žitavce
- Bučany
- Žlkovce
- Hosťovce
- Komjatice[3]
- Nitriansky Hrádok

## Rondely v kultuře
V roce 2007 byly rondely popsané v šestnácté části seriálu Záhady.sk, který se zabýval záhadnými místy na Slovensku. Byl zde popsán rondel v Bučanech s odbornými komentáři Juraje Pavúka (rondel v Bučanech) a Rudolfa Irša (rondel v Holíči).
V roce 2013 vydal experimentální bubeník a skladatel Lucas Perny sólové album The Rondel, které bylo inspirováno rondely, o nichž napsal svou vědeckou práci.